# 심효생
심효생(沈孝生, 1349년 ~ 1398년)은 고려 말, 조선 초의 문신이자, 조선 개국공신으로, 본관은 부유(富有), 작위는 부성군(富城君)이다.

## 생애
1380년(우왕 6년) 성균시(成均試)에 합격하고, 1383년(우왕 9년) 문과에 급제하여, 사헌부 장령이 되었다. 1392년 이성계를 왕으로 추대하여, 조선 개국 3등 공신에 책록되고, 사헌부 중승으로 승진하였다.
이후, 경상도 안렴사를 거쳐, 1393년 대장군(大將軍)으로서, 태조의 명을 받고, 계룡산에 신도를 건설하는 일을 중지하게 하였고, 1394년에는 고려 왕족 왕화(王和)와 왕거(王琚)를 안동옥에 가두었다. 곧 이어, 첨절제사로서, 거제도에 파견되어, 왕씨 일족을 제거하였다.
이후, 이조전서(吏曹典書, 이조판서)로 승진하였고, 딸이 태조의 왕세자 의안대군과 혼인하여, 왕세자빈이 되었다. 1395년 중추원 학사, 경상도 관찰사를 거쳐, 1396년 지중추원사에 이르렀다.
1397년 판의흥삼군부사 겸 삼도 도통사 정도전, 참찬문하부사 겸 판상서사사 겸 우군 절도사 남은과 함께, 군사를 장악하고, 태조에게 명나라 요동 정벌을 주청하였으나, 문하 좌정승 조준의 반대로 일이 성사되지 못 하였다.
이후, 딸이 왕세자빈(王世子嬪)으로 간택되어 현빈(賢嬪)에 책봉되고, 심효생은 예문관 대제학으로 승하고, 부성군(富城君)에 봉해졌다. 그러나, 1398년 태종 이방원이 일으킨 제1차 왕자의 난으로 태조의 측신인 봉화백(奉化伯) 정도전, 의성군(宜城君) 남은 등과 함께 심효생 역시 숙청되었고, 이후 왕세자 의안대군, 방석의 동복형 무안군 무안대군 역시 폐위되어 시해된다.
왕자의 난으로 왕세자빈인 현빈 심씨 역시 폐위되어 이후 삼한국대부인(三韓國大夫人)으로 개작(改爵) 되었다.

## 가족 관계
- 아버지 : 심인립(沈仁立) - 금주 지사(錦州 知事)
- 어머니 : 황공로(黃公老)의 딸
  - 본인 : 심효생 (沈孝生) - 조선개국 3등공신, 이조전서, 경상도관찰사, 지중추원사, 예문관 대제학, 부성군(富城君)
  - 부인 : 정경옹주 유씨 (貞慶翁主 柳氏)[4] - 전주 유씨(全州 柳氏) 유습(柳濕)의 딸
    - 장남 : 심도원(沈道源) - 호조판서, 형조판서
      - 손자 : 심철보(沈哲甫) - 직장
        - 증손자 : 심신(沈愼) - 문과급제, 이조좌랑, 1456년(세조 2년)에 성삼문(成三問) 등이 단종복위운동을 일으키자 이에 가담하였다가 발각되어 처형되었다. 정조 때에 그 죄가 신원되고 복관되었다.

    - 장녀 : 현빈 심씨 (賢嬪 沈氏) - 조선의 두번째 세자빈(世子嬪), 훗날의 삼한국대부인 심씨 (三韓國大夫人 沈氏)
    - 사위 : 의안대군 이방석(宜安大君 李芳碩) - 조선의 첫번째 세자(世子)

  - 사돈 : 태조 이성계(太祖 李成桂)
  - 사돈 : 신덕왕후 강씨(神德王后 康氏)

## 심효생이 등장하는 작품
- 《용의 눈물》(KBS, 1996년~1998년, 배우:서학)
- 《정도전》(KBS, 2014년~2014년, 배우:박유승)
- 《육룡이 나르샤》(SBS, 2015년~2016년, 배우:이정헌)
- 《태종 이방원》(KBS, 2021년~2022년, 배우:이경영)

## 같이 보기
- 심도원
- 조선의 개국공신
- 정도전
- 남은
- 이성계
- 이방원
- 이방석
- 현빈 심씨